# Eugenio Corrodi
Eugenio Corrodi (* 2. Juli 1922; † 7. September 1975) war ein Schweizer Fussballtorhüter. Er nahm mit der Nationalmannschaft seines Landes an der Fussball-Weltmeisterschaft 1950 teil.

## Karriere

### Verein
Auf Vereinsebene spielte Corrodi für den Grasshopper Club Zürich. 1946 wechselte er zum FC Lugano. Dort wurde in der Spielzeit 1948/49 zum Torhüter des Jahres in der Schweizer Meisterschaft gewählt.

### Nationalmannschaft
Corrodi debütierte am 21. September 1947 unter Karl Rappan beim 2:6 im Freundschaftsspiel gegen die Niederlande in der Schweizer Nationalmannschaft.
Anlässlich der Weltmeisterschaft 1950 in Brasilien wurde Corrodi von Nationaltrainer Franco Andreoli in den Schweizer Kader berufen. Bei diesem Turnier bestritt er jedoch kein Spiel, da in den ersten beiden Vorrundenspielen gegen Jugoslawien und den Gastgeber Georges Stuber das Schweizer Tor hütete und beim 2:1-Sieg im abschliessenden Gruppenspiel gegen Mexiko Adolphe Hug zum Einsatz kam.
Sein letztes von insgesamt zwölf Länderspielen bestritt Corrodi am 25. November 1951 beim 1:1 im Spiel um den Europapokal der Nationalmannschaften gegen Italien.